# Ејмс (Ајова)
Ејмс (енгл. Ames) град је у америчкој савезној држави Ајова. По попису становништва из 2010. у њему је живело 58.965 становника. Иако је Ејмс највећи град у округу Стори, он није главни град тог округа, већ је то Невејда, градић који лежи око 13km источно.
Ејмс је 2010. доспео на 9. место листе градова са најбољим квалитетом живота у анкети коју је организовао часопис CNNMoney.com.

## Демографија
Према попису становништва из 2010. у граду је живело 58.965 становника, што је 8.234 (16,2%) становника више него 2000. године.
|                   | 2010.           | 2000.           |
| Укупно            | 58 965 (100,0%) | 50 731 (100,0%) |
| Белци             | 48 639 (82,49%) | 43 762 (86,26%) |
| Азијати           | 5 175 (8,776%)  | 3 906 (7,699%)  |
| Хиспаноамериканци | 2 027 (3,438%)  | 1 002 (1,975%)  |
| Афроамериканци    | 1 993 (3,380%)  | 1 343 (2,647%)  |
| Остали            | 1 131 (1,918%)  | 718 (1,415%)    |